# Allium staticiforme
Allium staticiforme är en amaryllisväxtart som beskrevs av James Edward Smith. Allium staticiforme ingår i släktet lökar, och familjen amaryllisväxter. Inga underarter finns listade i Catalogue of Life.